# Halenia hoppii
Halenia hoppii är en gentianaväxtart som beskrevs av Reim.. Halenia hoppii ingår i släktet Halenia och familjen gentianaväxter. Inga underarter finns listade i Catalogue of Life.